# Arlenis Sierra
Sierra  Cañadilla est un nom espagnol. Le premier nom de famille, en général paternel, est Sierra ; le second, en général maternel, souvent omis, est Cañadilla.
Pour les articles homonymes, voir Sierra.
Arlenis Sierra Cañadilla, née le 7 décembre 1992 à Manzanillo (province de Granma), est une coureuse cycliste cubaine. Elle représente sa sélection nationale aussi bien sur la piste que sur la route. Elle n'a pas encore dix-neuf ans lorsqu'elle remporte la course en ligne des Jeux panaméricains de 2011. À ce titre, elle obtient la distinction de Gloria del deporte cubano.

## Biographie
À la Semana Ciclista Valenciana 2017, la troisième étape est ponctuée de deux ascensions. Un groupe d'environ vingt-cinq coureuses se détache. Arlenis Sierra gagne le sprint de groupe. Elle termine l'épreuve à la deuxième place du classement général
En 2018, elle remporte le Tour du Guangxi au sprint.

## Palmarès sur piste

### Championnats du monde
- Montichiari 2010
  - Sixième de la course scratch juniors[3].
- Saint-Quentin-en-Yvelines 2015
  - Huitième de la course aux points[4].
- Londres 2016
  -  Médaillée de bronze de la course aux points[5].
  - Septième de la course scratch[6].

### Championnats panaméricains
- Medellín 2011
  -  Médaillée d'argent de la course aux points.
- Mexico 2013
  -  Médaillée d'or de la poursuite par équipes.
  - Cinquième de la course aux points[7].
  - Sixième de la course scratch[8].
- Aguascalientes 2014
  -  Médaillée d'or de la course scratch.
  -  Médaillée d'argent de la course aux points.
- Santiago 2015
  -  Médaillée de bronze de la course aux points.
  -  Médaillée de bronze de la course scratch.
- Aguascalientes 2016
  -  Médaillée d'argent de la course aux points.
  -  Médaillée de bronze de la course scratch.
- Couva 2017
  -  Médaillée de bronze de la poursuite par équipes (avec Marlies Mejías, Mailín Sánchez, Yeima Torres et Claudia Barro).

### Jeux panaméricains
- Lima 2019
  -  Médaillée de bronze de l'omnium

### Jeux d'Amérique centrale et des Caraïbes
- Veracruz 2014
  -  Médaillée d'or de la poursuite par équipes.
  -  Médaillée de bronze de la course scratch.
  - Sixième de la course aux points[9].
- Barranquilla 2018
  -  Médaillée d'or de la poursuite par équipes
  -  Médaillée d'or de l'américaine
  -  Médaillée d'argent de la poursuite individuelle
  -  Médaillée de bronze de la course aux points

### Autres compétitions
- 2015-2016
  - 3e de la course scratch à Cali

## Palmarès sur route

### Par années
- 2011
  -  Médaille d'or de la course en ligne des Jeux panaméricains de Guadalajara
- 2012
  - 2e du championnat de Cuba sur route
  - 2e du Grand Prix GSB (en)
- 2013
  -  Championne panaméricaine sur route
- 2014
  -  Championne panaméricaine sur route
  -  Championne de Cuba sur route
  - 5e étape  du Tour de San Luis
  - 2e du championnat de Cuba du contre-la-montre
- 2015
  -  Championne de Cuba sur route
  - 2e du championnat de Cuba du contre-la-montre
- 2016
  -  Championne de Cuba sur route
  - 6e étape  du Tour de San Luis
  - Tour du Costa Rica :
    - Classement général
    - 2e et 3e étapes

  - Tour de Bretagne :
    - Classement général
    - 1re et 3e étapes

  -  Médaillée d'argent du championnat panaméricain sur route
  - 3e du Tour de San Luis
- 2017
  -  Championne de Cuba sur route
  -  Championne de Cuba du contre-la-montre
  - 3e étape de la Semana Ciclista Valenciana
  - Tour du Costa Rica :
    - Classement général
    - Prologue, 1re et 3e étapes

  - 2e de la Semana Ciclista Valenciana
  - 2e du Trofeo Alfredo Binda-Comune di Cittiglio
  - 3e du Tour de Californie
  - 10e du Tour d'Italie
- 2018
  -  Championne panaméricaine sur route
  -  Championne de Cuba sur route
  -  Médaillée d'or du contre-la-montre aux Jeux d'Amérique centrale et des Caraïbes de Barranquilla
  - Tour du Guangxi
  - 3e étape du Tour de Californie
  - 2e étape du Tour cycliste féminin international de l'Ardèche
  - 2e du championnat de Cuba sur route
  - 2e de la Winston-Salem Cycling Classic
  - 2e du Tour d'Émilie
  - 4e de Gand-Wevelgem
  - 7e du Tour de Drenthe
- 2019
  -  Championne de Cuba sur route
  -  Championne de Cuba du contre-la-montre
  -  Médaillée d'or de la course en ligne aux Jeux panaméricains
  - Cadel Evans Great Ocean Road Race
  - 1re, 2e, 4e et 5e étapes du Tour féminin du Guatemala
  - Tour de Toscane féminin-Mémorial Michela Fanini : 
    - Classement général
    - Prologue

  - 2e de la Winston-Salem Cycling Classic
  - 4e du Tour du Guangxi
  - 9e des Trois Jours de La Panne
- 2020
  - 1re étape du Women's Herald Sun Tour
  - 2e de la Cadel Evans Great Ocean Road Race
  - 3e du Women's Herald Sun Tour
- 2021
  - Classique féminine de Navarre
  - Tour de Toscane féminin-Mémorial Michela Fanini :
    - Classement général
    - Prologue et 1re étape

  - 1re étape du Tour cycliste féminin international de l'Ardèche
  - Trois vallées varésines
  - 2e du Tour d'Émilie
  - 5e du championnat du monde sur route
- 2022
  -  Championne panaméricaine sur route
  -  Championne de Cuba sur route
  - Tour d'Andalousie : 
    - Classement général
    - 1re et 2e étapes

  - 1re étape du Tour de Romandie
  - 4e du Tour des Flandres
  - 6e du championnat du monde sur route
  - 7e de Liège-Bastogne-Liège
- 2023
  -  Championne de Cuba sur route
  -  Championne de Cuba du contre-la-montre
  -  Médaillée d'or du contre-la-montre aux Jeux d'Amérique centrale et des Caraïbes de Barranquilla
  -  Médaillée d'or de la course en ligne aux Jeux d'Amérique centrale et des Caraïbes de Barranquilla
  -  Médaillée d'argent du contre-la-montre aux Jeux panaméricains
  - 4e du Trofeo Alfredo Binda-Comune di Cittiglio
  - 10e du Tour des Flandres
- 2024
  -  Championne de Cuba sur route
  -  Championne de Cuba du contre-la-montre
  - 4e étape du Tour d'Andalousie
  - 2e du Trofeo Felanitx–Colònia Sant Jordi
  - 2e de la Classique féminine de Navarre
  - 6e de Gand-Wevelgem
  - 8e du Tour du Pays basque

### Résultats sur les grands tours

#### Tour d'Italie
5 participations
- 2017 : 10e
- 2020 : 42e
- 2021 : abandon (3e étape)
- 2022 : non partante (7e étape)
- 2024 : 56e

#### Tour de France
1 participation :
- 2022 : 27e

### Grands championnats
| Légende | Légende | Légende | Légende     | Légende | Légende              | Légende | Légende       |
| ------- | ------- | ------- | ----------- | ------- | -------------------- | ------- | ------------- |
| AB      | Abandon | HD      | Hors-délais | -       | Pas de participation | ×       | Pas d'épreuve |

| Année | JO-Course en ligne | Championnats du monde sur route | Jeux panaméricains sur route | Jeux panaméricains du contre-la-montre | Championnats panaméricains sur route | Championnats panaméricains du contre-la-montre | Jeux d'Amérique centrale et des Caraïbes sur route | Jeux d'Amérique centrale et des Caraïbes du contre-la-montre | Championnats nationaux sur route | Championnats nationaux du contre-la-montre |
| ----- | ------------------ | ------------------------------- | ---------------------------- | -------------------------------------- | ------------------------------------ | ---------------------------------------------- | -------------------------------------------------- | ------------------------------------------------------------ | -------------------------------- | ------------------------------------------ |
| 2010  | x                  | -                               | x                            | x                                      | -                                    | -                                              | -                                                  | -                                                            | 4e                               | -                                          |
| 2011  | x                  | -                               | Vainqueur                    | -                                      | 31e                                  | -                                              | x                                                  | x                                                            | x                                | x                                          |
| 2012  | -                  | -                               | x                            | x                                      | -                                    | -                                              | x                                                  | x                                                            | 2e                               | x                                          |
| 2013  | x                  | -                               | x                            | x                                      | Vainqueur                            | -                                              | x                                                  | x                                                            | x                                | x                                          |
| 2014  | x                  | -                               | x                            | x                                      | Vainqueur                            | -                                              | 4e                                                 | -                                                            | Vainqueur                        | 2e                                         |
| 2015  | x                  | -                               | 4e                           | -                                      | 4e                                   | -                                              | x                                                  | x                                                            | Vainqueur                        | 2e                                         |
| 2016  | 28e                | -                               | x                            | x                                      | 2e                                   | -                                              | x                                                  | x                                                            | Vainqueur                        | 4e                                         |
| 2017  | x                  | -                               | x                            | x                                      | 4e                                   | -                                              | x                                                  | x                                                            | Vainqueur                        | Vainqueur                                  |
| 2018  | x                  | 27e                             | x                            | x                                      | Vainqueur                            | -                                              | 25e                                                | Vainqueur                                                    | 2e                               | -                                          |
| 2019  | x                  | 12e                             | Vainqueur                    | 8e                                     | 4e                                   | -                                              | x                                                  | x                                                            | Vainqueur                        | Vainqueur                                  |

### Classements mondiaux
| Année                                 | 2012 | 2013 | 2014 | 2015 | 2016 | 2017 | 2018 | 2019 | 2020 | 2021 | 2022 | 2023 | 2024 |
| ------------------------------------- | ---- | ---- | ---- | ---- | ---- | ---- | ---- | ---- | ---- | ---- | ---- | ---- | ---- |
| Classement UCI                        | 50e  | 62e  | 64e  | 134e | 44e  | 21e  | 12e  | 16e  | 29e  | 26e  | 21e  | 50e  | 35e  |
| UCI World Tour                        |      |      |      |      | nc   | 16e  | 19e  | 36e  | 26e  | 73e  | 34e  | 46e  | 46e  |
|                                       |      |      |      |      |      |      |      |      |      |      |      |      |      |
| Légende : nc = non classéSource : UCI |      |      |      |      |      |      |      |      |      |      |      |      |      |